# Epicypta scatophora
Epicypta scatophora är en tvåvingeart som först beskrevs av Jean Pierre Omer Anne Édouard Perris 1849.  Epicypta scatophora ingår i släktet Epicypta och familjen svampmyggor. Arten har ej påträffats i Sverige. Inga underarter finns listade i Catalogue of Life.